# Huang Jing
Huang Jing (黄靖S, Huáng JìngP; Shanghai, 24 novembre 1985) è una cestista cinese.

## Carriera
Con la Cina ha disputato i Campionati mondiali del 2014.